# Strekproef

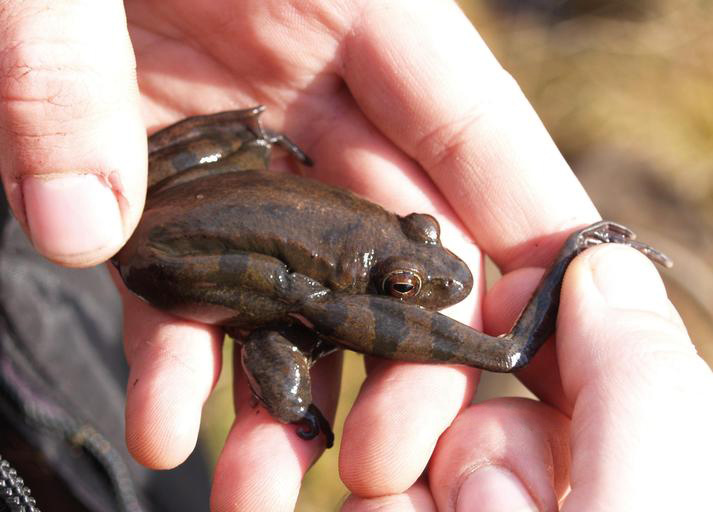
Strekproef bij een springkikker (Rana dalmatina).

De strekproef is een handeling die dient ter determinatie van bepaalde kikkers. De strekproef is betrouwbaarder bij volwassen dieren dan bij halfwas of juveniele exemplaren. 
Bij de strekproef wordt de achterpoot langs het lichaam gehouden, zodat de verhouding tussen het lichaam en de achterpoot goed zichtbaar wordt. Met name de positie van het hielgewricht ten opzichte van de kop is een belangrijk uitgangspunt.
De kikker ervaart de strekproef niet als prettig en werkt meestal tegen. Indien de strekproef juist wordt uitgevoerd, zal het het dier niet beschadigen.